# 七股龍山宮
七股龍山宮，是位於臺灣台南市七股區龍山里的王爺廟。
廟旁有水道通往七股潟湖，可搭乘登陸沙洲網子寮汕。

## 沿革
清初時期，民眾迎奉五府千歲渡海來台，於現今的台南市頂山里（昔稱「頂蚶仔寮」，現今龍山里北邊台南市的行政區之一）群居。
1846年（清道光二十六年），36戶居民在王爺乩童的指導下，恭迎池府千歲、吳府千歲及中壇元帥等三尊神明並移居至現今的台南市龍山里（昔稱「下蚶仔寮」）處。
1858年（清咸豐八年），蔡傑等人至西海頂港仔捕魚，在尚有半身浮於海面上的沉難之船上發現媽祖、千里眼與順風耳的神像，並請回至村庄內供奉。
1918年（大正七年），村民於附近海域撿拾海漂王船，迎奉王船上代天巡狩三千歲回村供奉。
1933年（昭和八年），正式建廟取名為「龍山宮」，並將原供奉於草廟之諸神迎請入火安座。
1963年（民國五十二年）重修廟宇，並於1991年（民國八十年）重建，即為現今廟宇之樣貌。

## 祭祀
七股龍山宮為當地的信仰中心也是地標建築，當地人稱之為「王宮」，主要供奉的神祇為池府千歲。此外也供奉五府千歲、天上聖母、田都元帥、中壇元帥、將軍府、福德正神以及註生娘娘等神明。祭祀活動於池府千歲聖誕每年的農曆 6月18日舉行。將於2023年11月中，啟建祈安五朝清醮暨水醮、火醮。

## 相片集

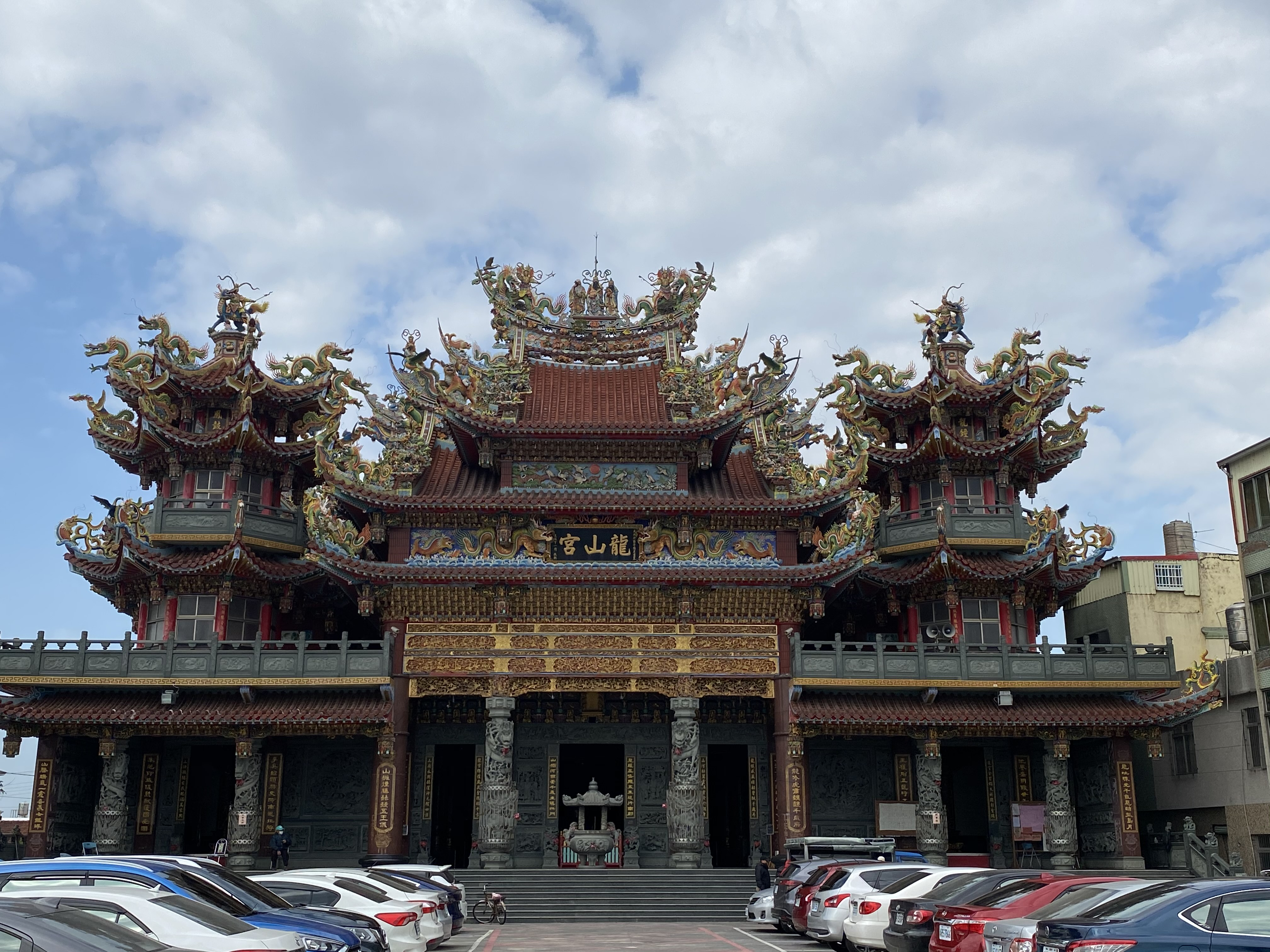
台南七股龍山宮正面照
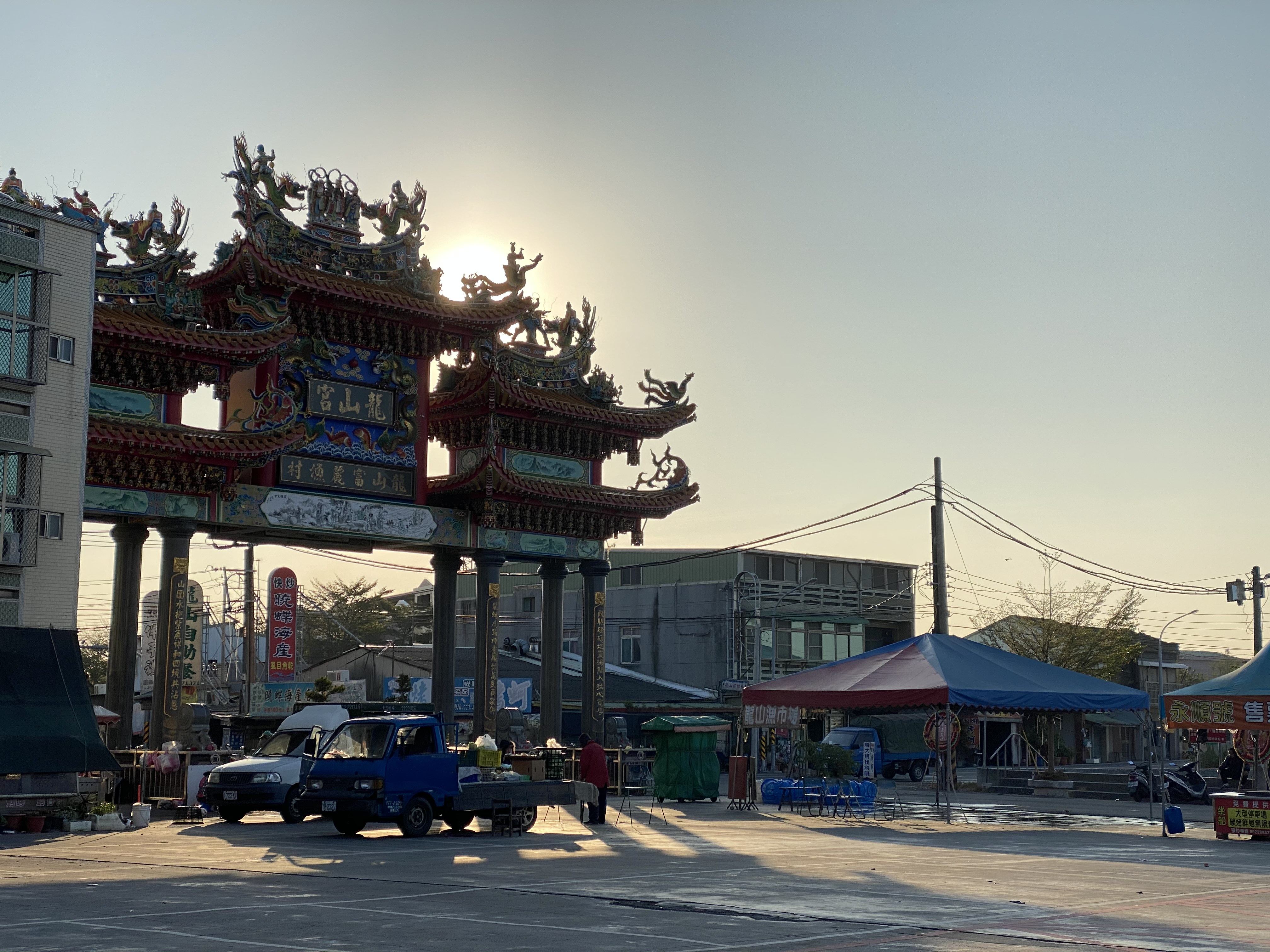
台南七股龍山宮前門牌

## 外部連結
- 台灣景點資訊 - 龍山宮 （页面存档备份，存于）
- 七股龍山宮臉書專頁
- 龍山宮重建沿革誌